# Strangers (Aviva ed Enter Shikari)
Strangers è un singolo della cantante australiana Aviva e del gruppo musicale britannico Enter Shikari, pubblicato il 10 novembre 2023.

## Descrizione
La sua pubblicazione è stata annunciata il 6 novembre 2023 nelle pagine social e sul sito ufficiale sia di Aviva che degli Enter Shikari. Gli artisti avevano già collaborato nel 2022 in occasione del tour nordamericano degli Enter Shikari, quando Aviva era stata scelta come artista di apertura per i loro concerti insieme ai Trash Boat.
Parlando della collaborazione con Aviva, il cantante degli Enter Shikari Rou Reynolds ha detto:
Aviva ha descritto la concezione della canzone come «la perdita di una connessione, e l'isolamento che ne fa seguito», aggiungendo che «le persone si potranno connettere facilmente con la crudezza della canzone, che sia per la perdita di una relazione amorosa o per quella di un amico, quel dolore spesso permane con noi per tanto tempo».
Strangers è stata scritta, oltre che da Aviva e i componenti degli Enter Shikari, da MataisC, collaboratore e compagno di Aviva, e Jean-Paul Fung, produttore del brano insieme a Rou Reynolds.

## Tracce
Testi e musiche di Aviva, Rou Reynolds, Chris Batten, Rory Clewlow, Rob Rolfe, MataisC e Jean-Paul Fung.
1. Strangers – 3:43

## Formazione
- Aviva – voce
- Rou Reynolds – voce, sintetizzatore, programmazione, produzione, missaggio
- Rory Clewlow – chitarra
- Chris Batten – basso
- Rob Rolfe – batteria
- Jean-Paul Fung – produzione, missaggio